# ガイ・フォークス・ナイト

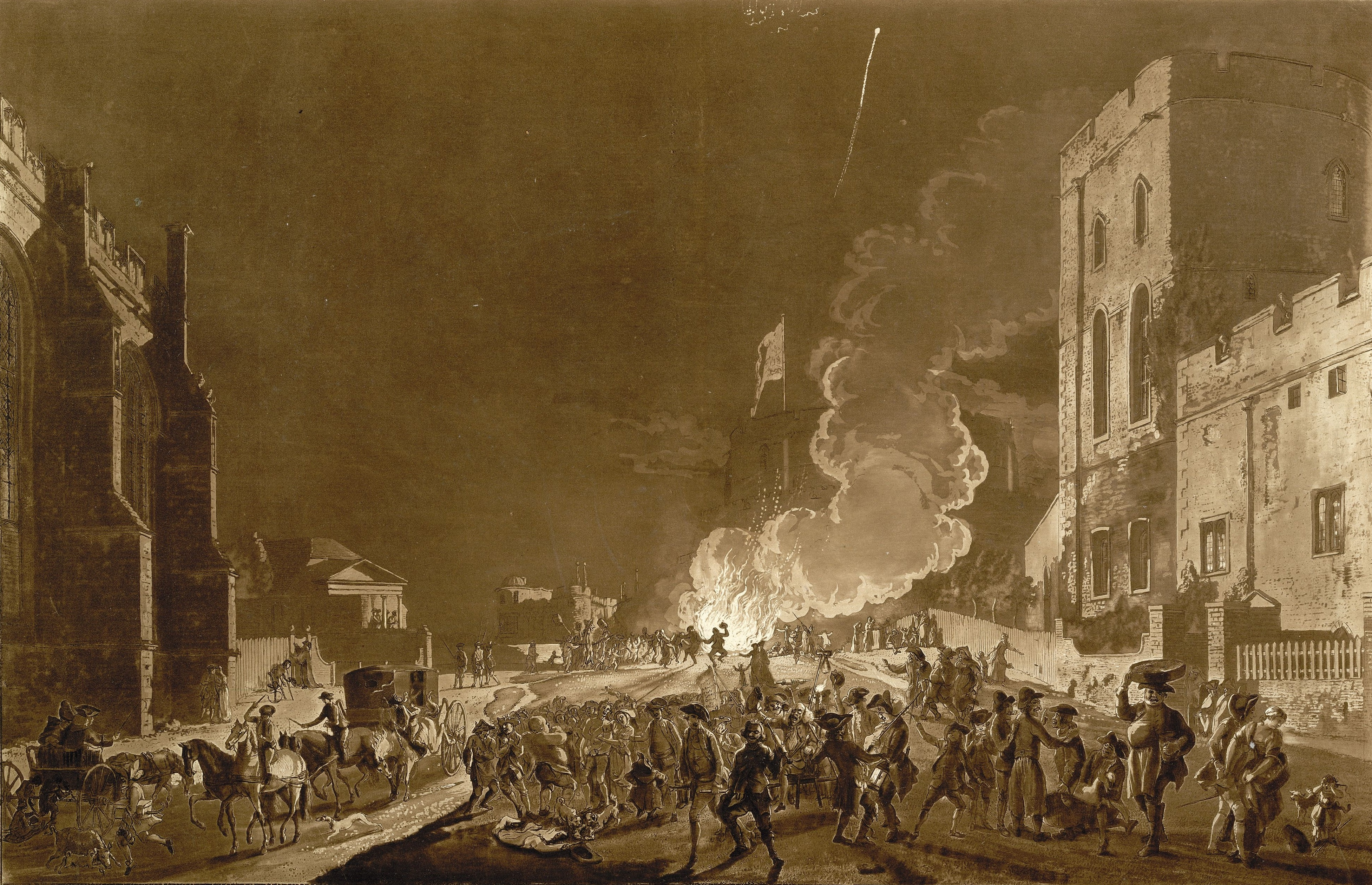
ウィンザー城での祝祭、 c. 1776年

ガイ・フォークス・ナイト（Guy Fawkes Night）は、主にイギリスで毎年11月5日に行われる記念日である。ガイ・フォークス・デー（Guy Fawkes Day）、ボンファイア・ナイト（焚火の夜、Bonfire Night）、ファイアワークス・ナイト（花火の夜、Fireworks Night）などとも呼ばれ、日本語ではガイ・フォークス夜祭（ガイ・フォークスやさい）という名称で紹介されることもある。このイベントは1605年11月4日深夜（ユリウス暦）に、翌日に開かれる予定の議会開会式で、国王ジェームズ1世を爆殺すべく、その議場となる貴族院（ウェストミンスター宮殿）の地下に大量に運び込まれた火薬と、その管理を行っていたガイ・フォークスが発見・逮捕された出来事（火薬陰謀事件）及び翌5日の夜にジェームズ1世が事件の未遂による自身の生存を祝い、市民たちがロンドン中で焚き火を行って祝った出来事に由来する。その数か月後に「11月5日の遵守法」が制定され、事件が失敗したことに感謝する毎年恒例の祝日となった。
当初は「火薬反逆事件の日（Gunpowder Treason Day）」と呼ばれ、現在に知られているようなイギリスにおける主要な国家行事となったが、プロテスタントの行事という意味合いが強く、反カトリック感情の中心にもなった。特に清教徒派（ピューリタン）は教皇派の危険性を説く説教を行い、また、チャールズ1世時代の一時期にローマ教皇を象った人形を焼き討ちした事例が確認できる。この風習は後に王政復古によるジェームズ2世治世下において国王が親カトリック的な政策を取る中にあって復活し、庶民は教皇や他の憎悪の対象となる人物を象った人形を製作し、燃やすようになった。
18世紀末には、子供たちがガイ・フォークスの人形（ガイ）をもって金をせびる様子が記録されており、11月5日は次第に「ガイ・フォークスの日」と呼ばれるようになった。
19世紀のルイスやギルフォードなどの町では、階級間対立が激しくなっていたが、平和的に営まれていた（このような町では今も平和的に祝う伝統が根付いている）。
1850年代には意識の変化により、この日における反カトリック的な言動を和らげることになり、1859年には11月5日の遵守法が廃止された。
最終的に暴力行為は取り締まられ、20世紀に入ると本来の目的は失われたものの、楽しまれる社会的な記念日になった。現在のガイ・フォークス・ナイトは、焚火や盛大な花火を中心とした大規模な組織イベントとして祝われている。
イギリス以外の国でも、17世紀から18世紀の海外進出によってイギリス出身の開拓民たちが11月5日を祝い、北アメリカの一部では「ポープ・デー（教皇の日、Pope Day）」として知られていた。アメリカでは独立時における反英感情の高まりによって消滅し、その他の地域でも大半は消滅したが、現在でもイギリス連邦の国々の一部で残っているところもある。
ガイ・フォークス・ナイトは古代ケルト人の祭りをプロテスタントが取り入れたものという説もあるが、これには異論もある。

## 起源と発展

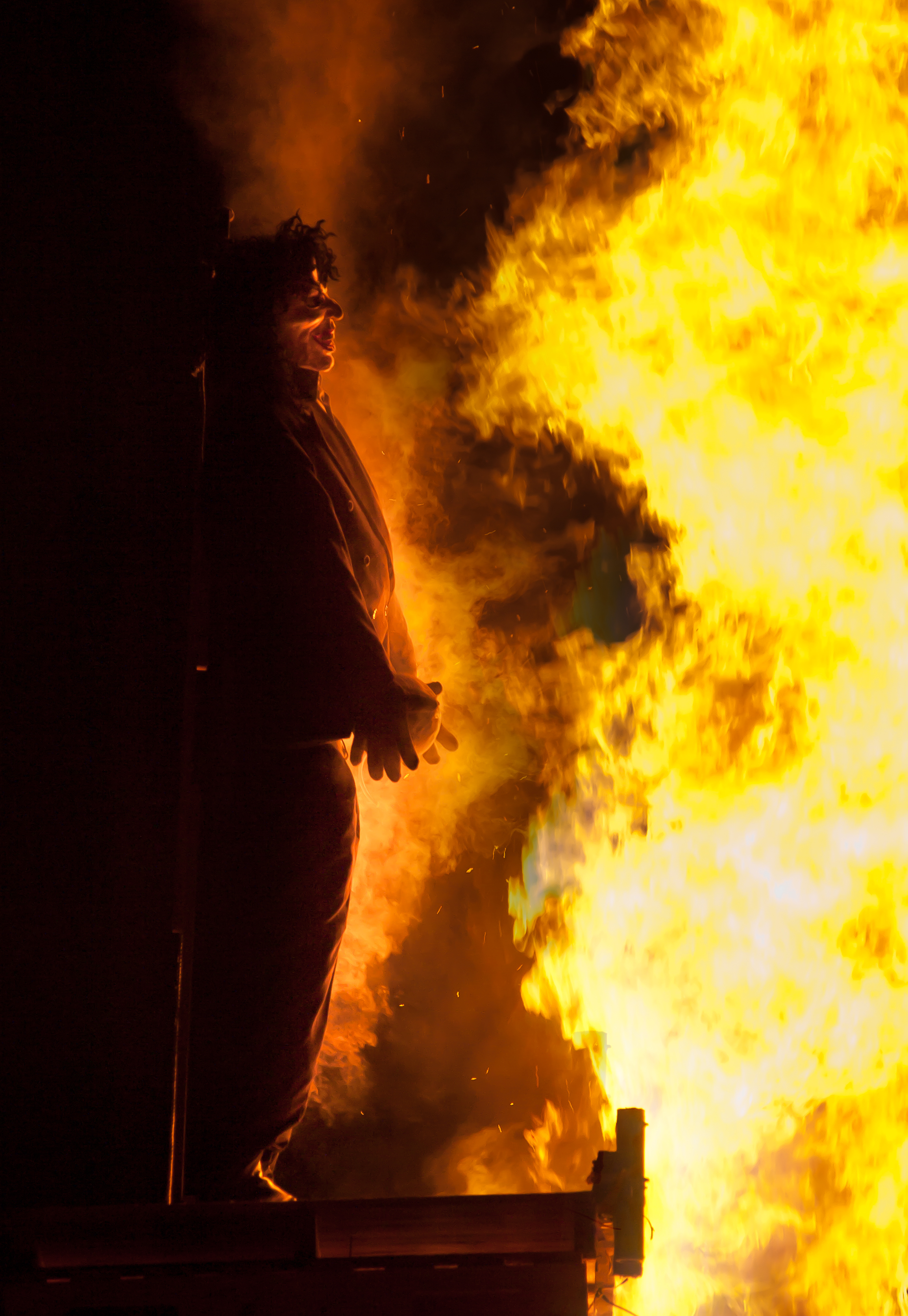
焼かれるフォークスの人形（2010年11月5日、ビラリキーにて）

ガイ・フォークス・ナイトは、1605年に起きた火薬陰謀事件に由来する。この事件はエリザベス女王時代以来、弾圧されてきたイングランドのローマ・カトリック教徒たちが、プロテスタントの国王ジェームズ1世（同時にスコットランド王ジェームズ6世）を暗殺し、カトリックの君主に挿げ替えることを目的とした国家転覆計画であった。しかし、計画決行の前夜となる1605年11月4日の深夜に貴族院の地下室に仕掛けられた大量の火薬とそれを管理していたガイ・フォークスが発見・逮捕されたことによって失敗に終わり、翌5日には国王直下の枢密院が「危険や混乱がない」限り、一般市民が焚き火をして王の生存を祝うことを許可した。
この1605年に最初に行われた祝いがガイ・フォークス・ナイトの起源であり、この時は単純に事件の失敗を祝うものであった。
翌1月、犯人たちが処刑される数日前に、ジェームズの発案により、議会は「11月5日の遵守法（Observance of 5th November Act）」、通称「感謝祭法（Thanksgiving Act）」を可決した。この法律は、清教徒の議員エドワード・モンタギューによって提出され、表向きは11月5日を感謝の日とすることによって国王が神の介入によって明らかに助けられたことを何らかの形で公式に認められるべきだとしたが、実際のところは（イングランド国教会の）教会への出席を義務付けるというものであった。合わせてイングランド国教会の聖公会祈祷書には、この日に使用するための新しい礼拝形式が追加された。
初期の式典の内容についてはほとんどわかっていない。
カーライル、ノリッチ、ノッティンガムなどの集落では、コーポレート（町役場）が音楽と大砲の礼砲を用意していた。1607年11月5日、カンタベリーでは106ポンド(48kg)の火薬と14ポンド(6.4kg)の火縄を用意して祝ったといい、その3年後には地元の要人に飲食物が振る舞われ、音楽や爆発音、地元の民兵によるパレードが行われた。プロテスタントの拠点であるドーチェスターでは、説教が行われたり、教会の鐘が鳴らされ、焚き火や花火が打ち上げられたという記録が残っているが、庶民がどのように記念行事を祝ったかはあまりわかっていない。

### 反カトリックイベントとしての発展
歴史家兼作家のアントニア・フレーザーによれば、当時の最も古い説教を分析した結果、「神秘的熱気」を帯びた反カトリックの内容に集中する傾向が見られたという。
1612年に『A Mappe of Rome』に印刷された5つの11月5日の説教のうちの1つであるトマス・テーラーのものでは、「彼（教皇主義者ら）の残酷さの一般性」について語られ、それは「限りないもの」とされていた。
このような論旨はフランシス・ヘリングの『Pietas Pontifica』（1610年に『Popish Piety』として再出版）や、ジョン・ロードの『A Brief Summe of the Treason intended against the King and State』（1606年）などの印刷物にもみられ、「無垢な人々が……　教皇派にこれ以上誘惑されぬように」と教育することが求められていた。
1620年代には、全国のマーケットタウンや村で"5日"の記念日が開かれるほどとなったが、イングランド全土で祝われるようになるまでにはまだ数年を要した。
当時の呼称は「火薬反逆事件の日（Gunpowder Treason Day）」であったが、イングランドの主要な国家的祝日の1つとなった。いくつかの教区ではこの日にお祭り騒ぎをして酒を飲んだり、厳かな行進などをしていた。しかし、ジェームズの親スペイン外交姿勢、国際的なプロテスタント勢力の衰退、そして一般的なカトリックの衰退を憂慮したプロテスタントの聖職者たちは、この日の重要性を認識し、毎年11月5日により威厳のある本来的な感謝祭を行うことを呼びかけた。
1625年に、ジェームズの次男で、後のイングランド王チャールズ1世がカトリック教徒であるフランスのヘンリエッタ・マリアと結婚すると、火薬陰謀直後にプロテスタント達が共有していたイベントの意義に陰りが見え始めた。
この結婚を受けて清教徒たちは、反乱やカトリックを警告するための新しい祈りを捧げ、同年11月5日にはローマ法王と悪魔の人形を燃やした。これがその後、何世紀にも渡る人形を燃やす伝統の記録される最古の例である。
チャールズの治世下では、火薬反逆事件の日はますます党派的になった。1629年から1640年にかけて、チャールズは議会招集をせず専制を行い、ヘンリー・バートンなどの清教徒がカトリックに近づく一歩とみなしたアルミニウス主義を支持するような素振りも出てきた。1636年になるとアルミニウス派のカンタベリー大主教ウィリアム・ロードの指導の下、イングランド国教会は11月5日を使って、教皇派だけでなく、すべての反乱行為を糾弾しようとしていた。
ここで清教徒たちは守勢に入り、一部の人々は国教会改革を求めるようになった。

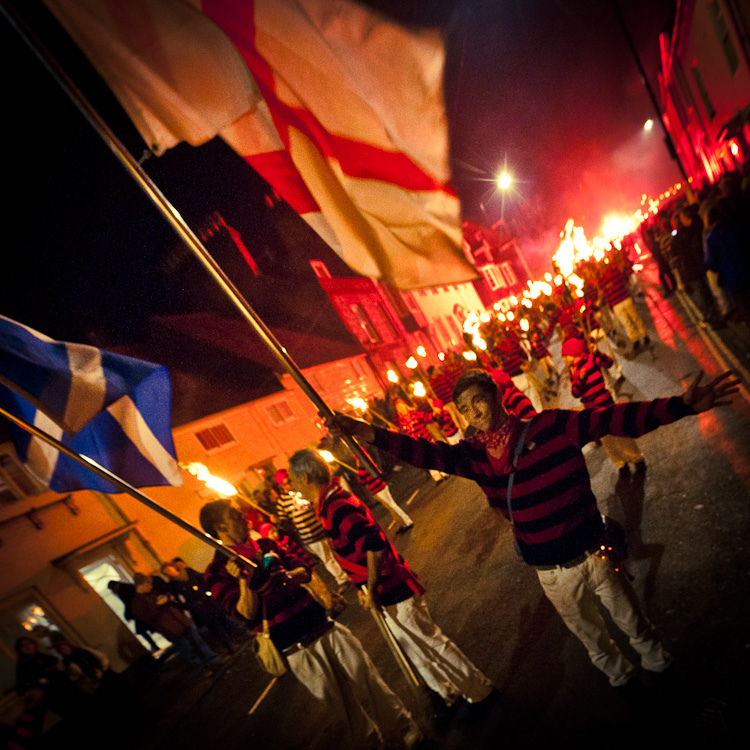
酩酊している参加者たち（2010年11月5日、ルイスにて）

稀に「ボンファイア・ナイト（Bonfire Night、焚き火の夜）」とも呼ばれていたこのイベントは、空位時代に近づくにつれ新たな熱気を帯びるようになった。（王党派は異議を唱えていたが）議会派はカトリックの新たな陰謀を発見したり、恐れたりするようになった。1644年11月5日に下院で説教したチャールズ・ヘルは、教皇派が「オックスフォード、ローマ、地獄からウェストミンスターまでトンネルを掘って、あなた方の家の地盤ごと、あなた方の自由と特権を吹き飛ばそうとしている」と主張した。
リンカーンズ・イン・フィールズでの1647年の展示では、「教皇派の地獄のような陰謀からこの王国を救った神の偉大な慈悲」を記念して、水中で燃える火の玉（「地獄の精霊」としてカトリックを象徴）や火室（fireboxes）に入れられた大量のロケット花火は国王に対する陰謀を実行する「地下から訪れる教皇派の精霊」を暗示していた。また、フォークスとローマ教皇の人形もあり、後者は冥界の神プルートとして表現されていた。
清教徒革命が起こり、1649年にチャールズ1世が処刑されると、共和制の新政権は11月5日の扱いについて決めあぐねた。結局、それまでの宗教行事的側面や国家記念日とは異なる、王政ではなく議会政治とプロテスタントを祝う日として存続することとなった。
空位時代においては一般的に焚き火や小型の爆発物（花火）で祝われていたが、祝賀行事として正式に再開されたのは、1660年のチャールズ2世による王政復古の時であった。廷臣やイングランド貴族、高教会派、トーリー党などの者たちは、イベントの意義を神がイングランドの王位を庇護したことを示すという公式見解に従っていたが、一般的にはその祝賀の内容は多様化していった。
1670年になると、ロンドンの年季奉公人（apprentice）たちは11月5日を火祭り（fire festival）に変え、教皇派だけではなく、「節度と秩序」も攻撃し、馬車の客に酒代と焚き火代を要求するようになった。1673年にチャールズの弟であるヨーク公（後のジェームズ2世）がカトリックに改宗すると、ジャコビアン時代にはほとんど知られていなかった人形の焼き討ちが行われるようになった（チャールズは嫡男に恵まれなかったため、チャールズの死後にヨーク公が王位を継承する公算が強かった）。これに応じて年季奉公人たちは、様々な教皇のシンボルで飾られた「バビロンの大淫婦」の人形を焼いた。
その後、数年間にわたって同様の光景が見られた。1677年11月17日に反カトリックの熱気に包まれた日には、教皇の大きな人形が燃やされた。この人形の腹には生きたままの猫が詰め込まれており、「火を感じると恐ろしい鳴き声を上げた」とし、また、「教皇の耳元でささやく」2体の悪魔の人形も燃やされた。
2年後にヨーク公の王位継承権を停止しようとした王位排除法案で世論の沸騰が頂点に達した時には、ある観察者は「火薬反逆事件の日である5日の夜、これまでに見たことがないほど多くの焚き火と教皇の焼き討ちが行われた」と記している。1682年にはその暴力的な光景にロンドンの民兵が出動するに至り、翌年には前年の再発を防ぐために焚き火と花火を禁止する布告が出された。
1685年にカトリックのジェームズ2世（ヨーク公）が即位したが、花火は依然として禁止されたままとなった。政府は「火薬反逆事件の日」の熱狂を和らげようと試みたが、ほとんど成功せず、（ローマ法王の人形を燃やすことを防ごうとした）ロンドンでの焚き火禁止令に対しては、「カトリックに対する証人として」窓にロウソクを立てる人もいた。
1688年にジェームズが退位させられ、オレンジ公ウィリアム（ウィリアム3世）は重要なことに11月5日にイングランドに上陸し、この日のイベントは反ジャコバイト的な要素を含んだ自由と宗教の祝祭として実行された。ただし、花火の禁止はそれまでの政治的意図ではなく、「爆竹を使った多くのいたずらが行われた」という安全上の理由で維持された。

### ガイ・フォークス・デーへの変化と反カトリックの退潮

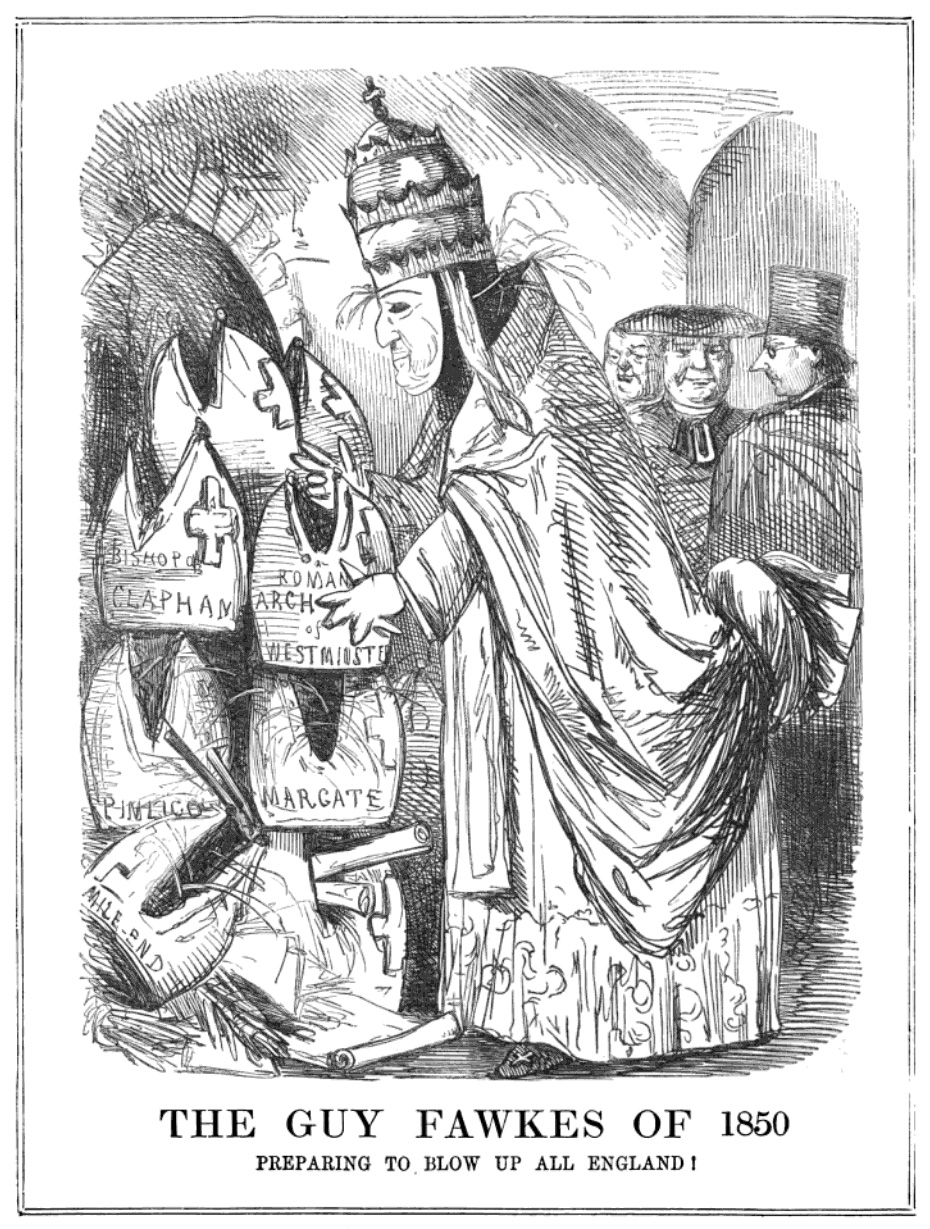
1850年11月に『パンチ』に掲載された風刺画。同年のカトリックの復興に際して起こった強い反発を背景としたもの。

ウィリアム3世の誕生日は11月4日であったため、伝統的なホイッグ党にとってはこの2日間は重要な二重の記念日となった。
ウィリアムは11月5日の感謝祭のミサに、彼の「幸福な到着」と「私たちの教会と国家の解放」への感謝を含むように修正することを命じた。
1690年代、ウィリアムはアイルランドにプロテスタントの支配を再確立し、その結果、教会の鐘を鳴らし、市民の晩餐会が開かれることもあった"5日"のイベントは、彼の誕生日の記念日に覆い隠されるようになった。19世紀以降、アイルランドの11月5日のお祝いは、宗派を超えたものとなった。北アイルランドでの祝賀行事は、様々な都市で焚き火が続けられているスコットランドとは異なり、いまだに論争の的となっている。
一方でイングランド（イギリス）においては、11月5日は49ある公定休日の1つであったが、支配階級にとってはエドワード・バーノン提督やジョン・ウィルクスの誕生日などのイベントの影に隠れてしまい、ジョージ2世とジョージ3世の時代には1745年のジャコバイトの蜂起を除いて「激しい感謝の機会というよりは礼儀正しい娯楽」であった。
しかし、下層階級の人々にとっては、この記念日は無秩序によって秩序を壊すチャンスの日であり、無秩序な暴力と酒宴の口実となっていた。理由は不明だが、ある時期から人形を焼き討ちする習慣はローマ法王からガイ・フォークスを模したものへと変化し、次第に「火薬反逆事件の日」は「ガイ・フォークス・デー（ガイ・フォークスの日、Guy Fawkes Day）」となった。1790年のタイムズ紙には「ガイ・フォークス人形（Guy Faux）を作るためにお金を物乞いする」子供たちの事例が紹介され、1802年11月4日の記事には「恐ろしいガイ・フォークス（Guy Faux）の格好に扮したごろつき達（idle fellows）」は物乞いによる金銭の取得で有罪判決を受け、「不真面目で風紀を乱す者」として監獄に入れられたことが書かれている。
"5日"は「多義的な機会と多様な相互参照がおこなわれる、あらゆる人々にとってあらゆる事柄を象徴する」日となった。
下層階級による暴動はなおも続き、ルイスでは毎年のようにそれが起き、「社会的地位のある家主（respectable householders）」を脅迫したり、火の付いたタール樽を街中で転がしたことなどが報告されている。ギルフォードでは、自分たちのことを「ガイ（guys）」と名乗りながら飲み騒ぐギャングたちが住民たちを恐怖に陥れた。これら出来事は、歴史上の出来事を思い起こさせるというよりは、昔ながらの口論や一般的な喧騒がほとんどであった。
同じような問題は、もともと伝統的な祝賀行事を行っていたエクセターでも発生した。1831年には、エクセターの新主教であるヘンリー・フィルポッツを模した人形の焼き討ちが行われた。彼はイギリス国教会の高教会派で議会改革（1832年改革法）に反対し「忍び寄るカトリック（creeping popery）」にも関与していると疑われていた人物であった。1843年に当地で禁止された花火もほとんど無視され、当局による行事の抑制の試みは激しい抗議を起こし、何人もの警官が負傷した。

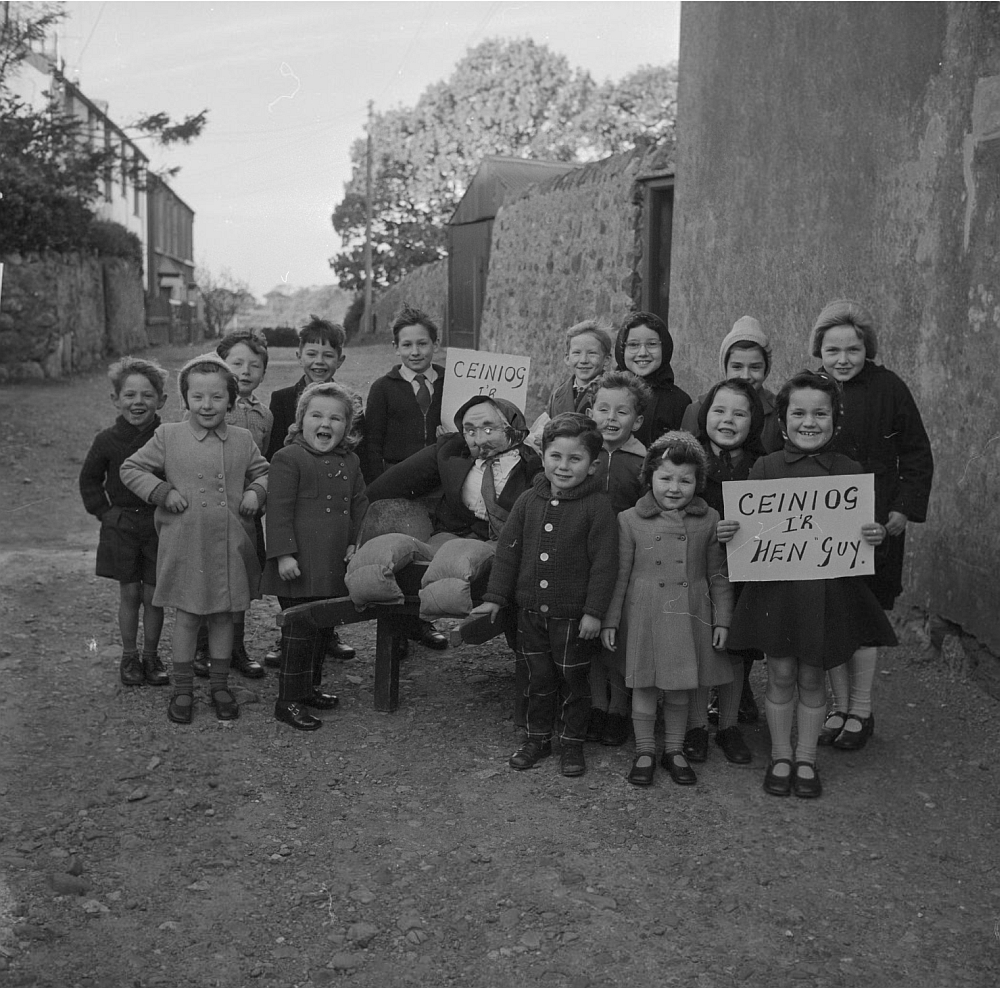
1962年11月に撮影されたカーナーヴォンの子供たちがガイ・フォークスの人形（ガイ）と共に写っている写真。看板にはウェールズ語で「ガイのためのペニーを」と書かれている。

19世紀には、タイムズ紙が「近年はほとんど忘れられている」として、何度もこの伝統は衰退していると報じた。ただ、歴史家のデビッド・クレッシーによれば、この背景には、プロテスタントの宗教的熱心さの低下など、「ヴィクトリア朝の他の傾向」が反映されたものであって、"5日"の遵守だけに意味するものではないと指摘している。
1800年にグレートブリテン王国と、伝統的にカトリックのアイルランド王国が統合され、グレートブリテン及びアイルランド連合王国が成立すると、それに伴う市民の不安を踏まえて、1829年ローマ・カトリック信徒救済法が議会で可決された。これにより、カトリック教徒の市民権が拡張され、2つの旧王国内におけるカトリック解放の流れが続いた。
伝統的なカトリック弾圧は18世紀初頭から衰退しており、ヴィクトリア女王を含む、多くの人たちからは既に時代遅れだと思われていた。しかし、1850年にローマ教皇がイギリスのカトリック教団を復活させた際には、ウェストミンスター大司教ニコラス・ワイズマンとローマ教皇の人形が燃やされたことからもわかる通り、11月5日には新たな意味付けが行われた。ファリンドン・マーケットでは14体の人形がストランドからウェストミンスター橋を経てサザークに運ばれて焼かれ、ロンドン郊外でも大規模なデモが発生した。
ただでさえ"5日"の記念日のたびに激しい社会的混乱が起こっていたエクセターでも、12人の新しいイギリス・カトリック司教の人形がパレードに持ち込まれた。
しかし、そのような光景は1859年3月に「11月5日遵守法」を廃止する「記念日遵守法」の制定により、次第に鳴りを潜めて行った。議会の抵抗も少なく、国教会の聖公会祈祷書に含まれていた11月5日の感謝祭の祈りも廃止された。
最悪の行き過ぎた行為に当局が対処することで、公共の秩序は徐々に回復していった。花火の販売は制限され、1865年にはギルフォードの「ガイ」たちは無力化されたが、負傷がもとで亡くなった警官もいた。
エクセターでの暴動は数年間続き、特にピークに達した1867年は、食糧価格の暴騰と慣習的な焚き火も禁止されたことに憤慨した暴徒たちが、一晩に2度も、武装した歩兵によってCathedral Closeから追い出される事態となった。1879年にも暴動が発生したが、1894年以降にCathedral Closeで焚き火が行われることはなくなった。
他の地域では散発的な公共の混乱が20世紀後半まで続き、花火に関連した事故も多発したが、全国的な花火の運用法と治安の改善により、ほとんどにおいて、このような事態は終わりを迎えた。

### 近現代のイベントと衰退
ヴィクトリア朝におけるガイ・フォークス・ナイトにおいて注目すべき点は、コミュニティの中心部から周辺部へと移っていったことであった。焚き火のために薪を集めるのは、次第に労働者階級の子供たちの仕事となり、彼らは裕福な隣人たちに燃焼材やお金、飲食物を、しばしば歌の助けを借りて求めた。多くの歌は「Remember, remember, the fifth of November, Gunpowder Treason and Plot（忘れるな、忘れるな、11月5日の火薬を使った反逆と陰謀を）」という定型フレーズで始まる。1742年に記録された最古の韻文は1903年にオトムーアのチャールトンで記録された、ほとんどのガイ・フォークス・ナイトの小唄と類似した韻文とともに以下に再現される。
Don't you Remember,

The Fifth of November,

'Twas Gunpowder Treason Day,

I let off my gun,

And made'em all run.

And Stole all their Bonfire away. (1742)
The fifth of November, since I can remember,

Was Guy Faux, Poke him in the eye,

Shove him up the chimney-pot, and there let him die.

A stick and a stake, for King George's sake,

If you don't give me one, I'll take two,

The better for me, and the worse for you,

Ricket-a-racket your hedges shall go. (1903)

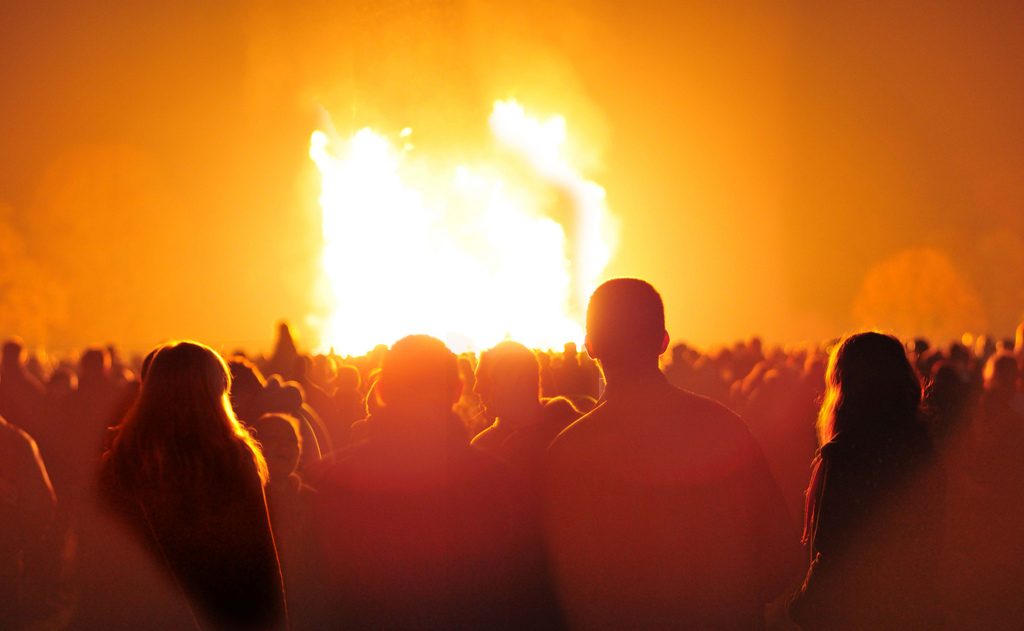
2010年11月6日、ダドリー近郊のヒムリー・ホールで行われた焚き火と観客たち

19世紀後半には組織的な娯楽も盛んになり、20世紀に入ってからは花火メーカーが「ガイ・フォークス・デー」を「ファイアーワーク・ナイト（花火の夜、Firework Night）」と改名した。第一次世界大戦中には花火の売上はやや減少したが、戦後は戻った。第二次世界大戦が始まるとイベントは再び中断され、終戦後の1945年の11月に再開した。
多くの家庭では、ガイ・フォークス・ナイトは家庭的なイベントとなり、しばしば子供たちはガイ・フォークスの人形（ガイズ、Guys）を持って街角に集まることが多くなった。
このガイズは華やかな服を着ているものもあれば、時には適当な詰め物が詰められただけのかろうじて人形と認識できるぼろきれの束のようなものもあった。
1981年のある調査によれば、シェフィールドの小学生の約23％がイベントの数週間前からガイズを作っていた。これを作る理由としてはお金集めが一般的であり、子供たちは自分の人形を一軒一軒の家に持って行ったり、街角に飾ったりした。ただ、ガイズは焚き火に乗せることを目的としたものであったため、他の薪から盗まれて用いられている場合もあった。しかし、これは「受け入れられる慣習」であり、11月のもう一つの伝統である「ハロウィン前夜（Mischief Night、＝イタズラの夜）」を表すものであった。
ギャングたちは誰が最も大きな焚き火を作るか競い合い、時には敵が集めた木材を燃やすことさえあった。1954年、ヨークシャー・ポスト紙は9月下旬の火災について報じ、当局は安全上の理由から潜在的な薪の山を取り除くことを余儀なくされた。
しかし、近年では「ガイのためのペニー」を乞う風習はほとんどなくなってしまった。
対照的にいくつかの古い慣習は今でも残っている。オッタリー・セント・メアリーでは住民が火のついたタール樽を持って通りを駆け抜けたり、1679年以来、ルイスはイギリスで最も金のかかった11月5日の祭典「ルイス・ボンファイア」の舞台となっている。
一般的に現代の11月5日のイベントは、地元の慈善団体やその他の組織によって運営され、入場料と、入場制限で管理されている。1998年にカトリック・ヘラルド紙は社説で、「ボンファイア・ナイト（Bonfire Night）」を「攻撃的な行為」と評し、廃止を呼び掛けた。
2003年にガーディアン紙に寄稿した作家マーティン・ケトルは、花火に対する「時折、乳母のような」態度（過保護な態度）が、人々が裏庭で花火パーティーを開くことを妨げ、かつて顕著であった反カトリック感情に「過度に敏感な態度」を取っていることを嘆いている。
デビッド・クレッシーは、現代のイベントについて次のように要約している。

### 他の慣習との類似点

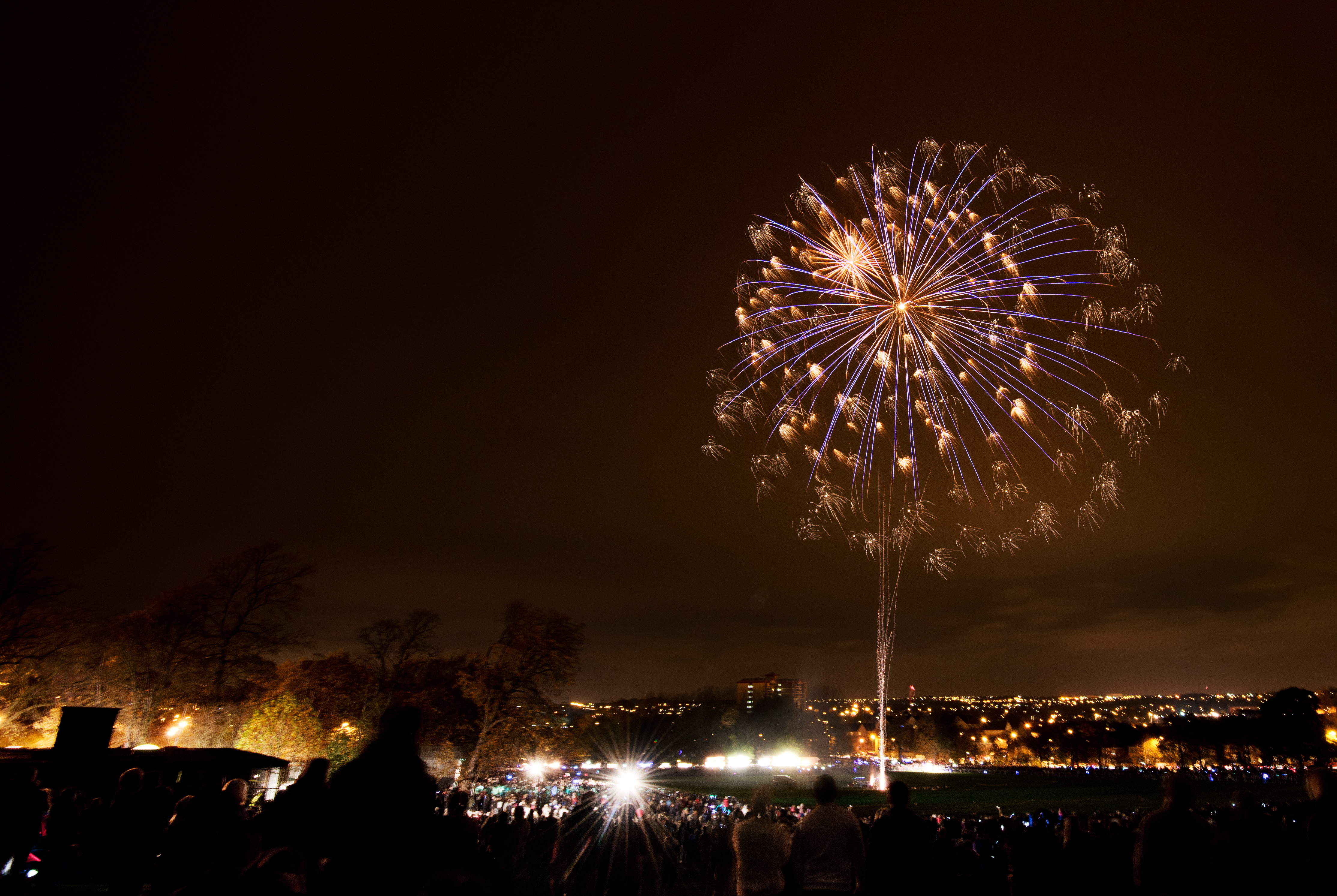
2014年11月に開催された花火大会の様子

歴史家たちの間ではガイ・フォークス・デーは、異教徒の行事がハロウ・イブや死者の日として教会に取り込まれたように、古代ケルト人の祭りであるサウィン祭やカラン・ガイアフ祭が、プロテスタントに取り込まれたものとしばしば指摘される。スコットランドの人類学者ジェームズ・フレイザーは『金枝篇』の中で、ガイ・フォークス・デーは「古い慣習を（その当時時点で）現代風にアレンジして復活させたもの」であると指摘している。
デイビッド・アンダーダウンの『Revel, Riot, and Rebellion』（1987年）の中では、火薬反逆事件の日をハロウィンの代わりに行われたものと見なし、以下のように言う。「初期教会が異教徒の祭事の多くを取り込んだように、プロテスタントもまた古い形式を取り入れたり代用することで独自の儀式を作り上げていった」。
このように焚き火を使って何かを記念する行事は古代の祭事の慣習に由来している可能性は高いが、しかし、1605年11月5日の記念行事がジェームズ1世の安全を祝うこと以外に由来しているという説を、デビッド・クレッシーは「推測の域を出ないナンセンスなもの」と指摘する。
クレッシーの研究を引用したロナルド・ハットンは彼の結論に同意し、「要するに、北ウェールズ、マン島、スコットランド中央部でのハロウインの灯（Hallowe'en fires）と、イングランドで11月5日に発生したものを結び付けるものは何もない」と書いている。
また、北アイルランドではさらに混乱が生じており、一部にガイ・フォークス・ナイトを祝う地域があるために、5日の祭事とハロウィンの区別が明確ではない。
このように様々な意見がある中で、2005年にデイヴィッド・キャナダインは、20世紀後半にアメリカにおけるハロウィンのお祭りがイギリス文化に侵入し、それがガイ・フォークス・ナイトに影響を与えたと以下のようにコメントしている。
2012年には、BBCのトム・デ・カステラが同じ話題を取り上げ、次のように結論づけている。
花火も用いられる別の祭事であるヒンドゥー教のお祭り「ディーワーリー」は、通常は10月中旬から11月の間に行われるところ、2010年は11月5日に始まった。これを受けてインデペンデント紙は、両者の類似性についてコメントし、レポーターのケビン・ローリンソン（Kevin Rawlinson）は「どちらの花火が最も明るく燃えるか」と疑問を呈した。

## 他の国での事例

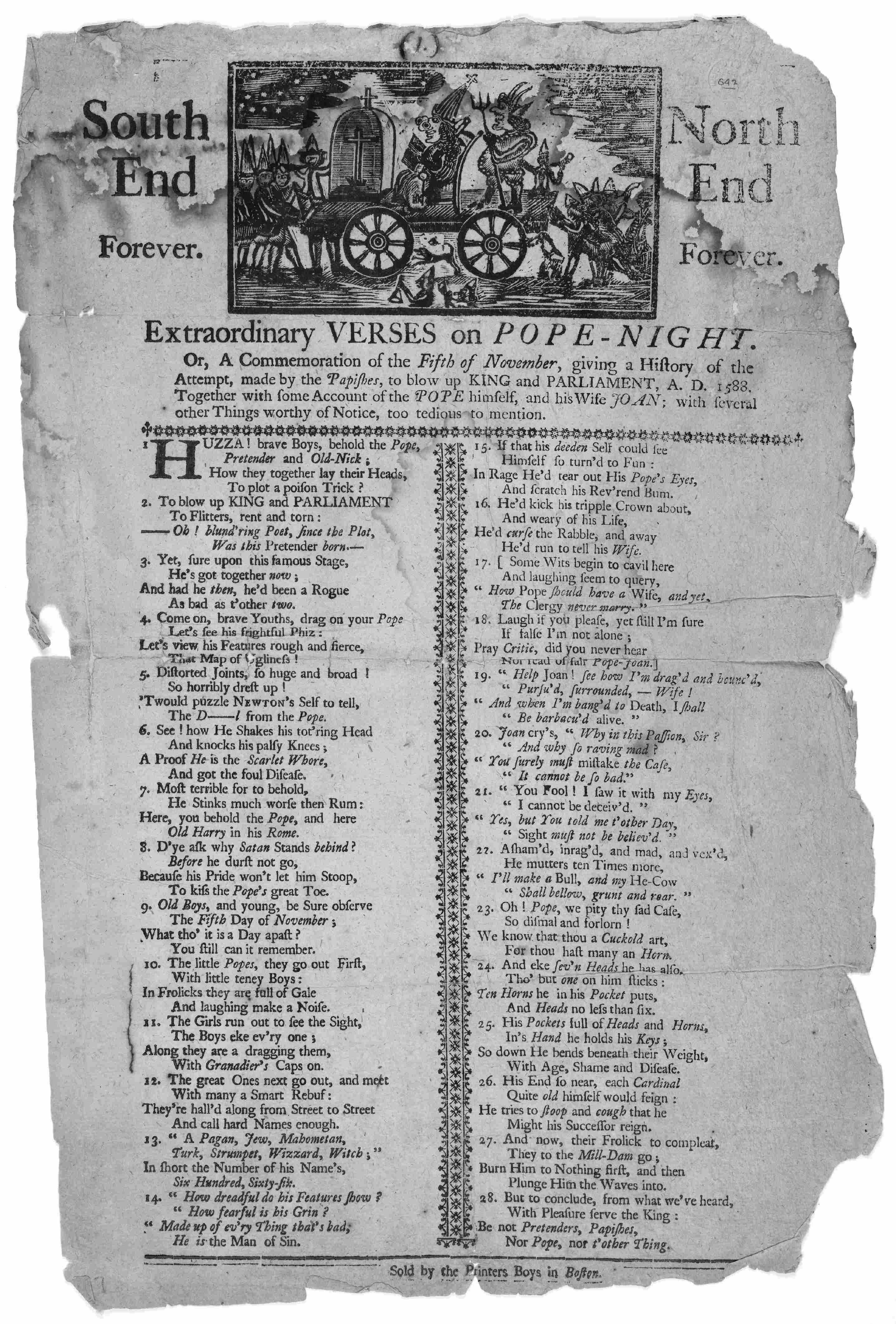
1768年にボストンで発行されたポープ・ナイト（ポープ・デー）に関する詩

火薬反逆事件の日は、入植者によって世界中の植民地、オーストラリア、ニュージーランド、カナダといったイギリス連邦やカリブ諸国などに輸出された。セントビンセント・グレナディーン諸島、セントクリストファー・ネイビスでは現在もこの日にちなんだイベントが開かれているが、1990年代に花火の打ち上げが禁止されたアンティグア・バーブーダでは下火になっている。
オーストラリアにおいては、1788年に流刑植民地として始まったシドニーにおいて、1805年にガイ・フォークスの人形を掲げたパレードと焼き討ちが少なくとも1回は行われ、パース植民地では設立から4年後の1833年に「火薬反逆事件の日」が祝日として制定された。
1970年代に入ると、オーストラリアではガイ・フォークス・ナイトは見られなくなっていった。ニュージーランド、カナダ、南アフリカでは、ある程度残っている。
南アフリカのケープタウンにあるケープ・フラッツでは、ガイ・フォークスの日はフーリガンの若者たちのイベントと関連付けて見なされている。
北アメリカにおいては初期植民地時代に記念式典はほぼ開かれていなかった。ただ、1662年11月5日にボストンで焚き火をしていた2人の少年が逮捕されたという出来事があり、歴史家のジェームズ・シャープ（James Sharpe）は「5日を祝うアンダーグラウンドな伝統はあった」と指摘している。
一部では「ポープ・デー（教皇の日、Pope Day）」と呼ばれ、主に植民地時代のニューイングランドで、南はチャールストンまで、祝われていた。1630年にジョン・ウィンスロップ率いる清教徒たちの入植で設立されたマサチューセッツ湾植民地ではジェームズ2世が即位した同年の1685年に早くも祝典が行われた。50年後のボストンでは、地元牧師が「大勢の人々がドーチェスター・ネックに行き、夜になると大きなかがり火を焚き、多くの花火を打ち上げた」と記しているが、この日は「カヌーで帰宅した4人の若者が全員溺死した」という事故も発生した。そのさらに10年後には騒々しい祭りは上流階級を大いに悩ませ、「3人以上の暴動じみた騒々しい集まりあるいは無秩序な集会、全員あるいは何名かが棒や棍棒などの武器で武装すること、仮面やペイント、顔への色塗り、あるいはその他の何らかの仮装、あらゆる人形や式典の行使、こうした行為を、大通りや通路といったボストンのあらゆる場所において」禁じる特別な暴動法が制定された。しかし、貧弱なボストン当局では、この法を執行する力はなかった。1740年代になるとギャングによる暴力が多発し、一方でボストンの住民たちが教皇の人形を燃やすことの栄誉を巡って争うようになった。しかし、1760年代半ばにはこれら暴動は沈静化し、アメリカ独立戦争に近づくにつれ、「ポープ・デー」に見られた階級間対立は、反英感情に変わっていった。
作家のアルフレッド・ヤングの見解によれば、「ポープ・デー」は、1764年から65年にかけての印紙法への抵抗のための「土台、象徴、リーダーシップ」を提供し、それまでのギャング抗争を放棄させてイギリスへの対抗心をまとめたという。
1774年にカナダのケベック州において、フランス系カナダ人に対するカトリック信仰を保証したケベック法が可決されたことで、一部のアメリカ人から、「ローマカトリックの指針とフランスの法律」をイギリスは導入するのではないか、という不満を引き起こした。
このような懸念は、ヨーロッパの教会がアメリカ独立に反対することと合わせて「ポープ・デー」を復活させる恐れをもたらした。
ただ、この動きをジョージ・ワシントンはあまり感心せず、1775年には部下が「ポープ・デー」の集まりに参加することを禁じ、以下の声明を出した。
この伝統は1817年になってもセイラムでは続き、1892年にはニューハンプシャー州ポーツマスでも行われていたことが確認できる。
18世紀後半には、イギリスの2人の首相、ビュート伯爵とノース卿、アメリカの反逆者ベネディクト・アーノルド将軍などの著名人の人形も焼かれた。
1880年代になっても、ニューイングランドの海岸沿いの町では、火薬陰謀事件の失敗を記念したかがり火が焚かれていた。ニューヨーク周辺では、1845年以降、11月初旬の火曜日となった選挙日の前夜に、積み上げられた樽が燃やされた。